# Ottmar Walter
Ottmar Kurt Herrmann Walter (Kaiserslautern, 6 de març, 1924 - 16 de juny, 2013) fou un destacat futbolista alemany dels anys 50.

## Trajectòria

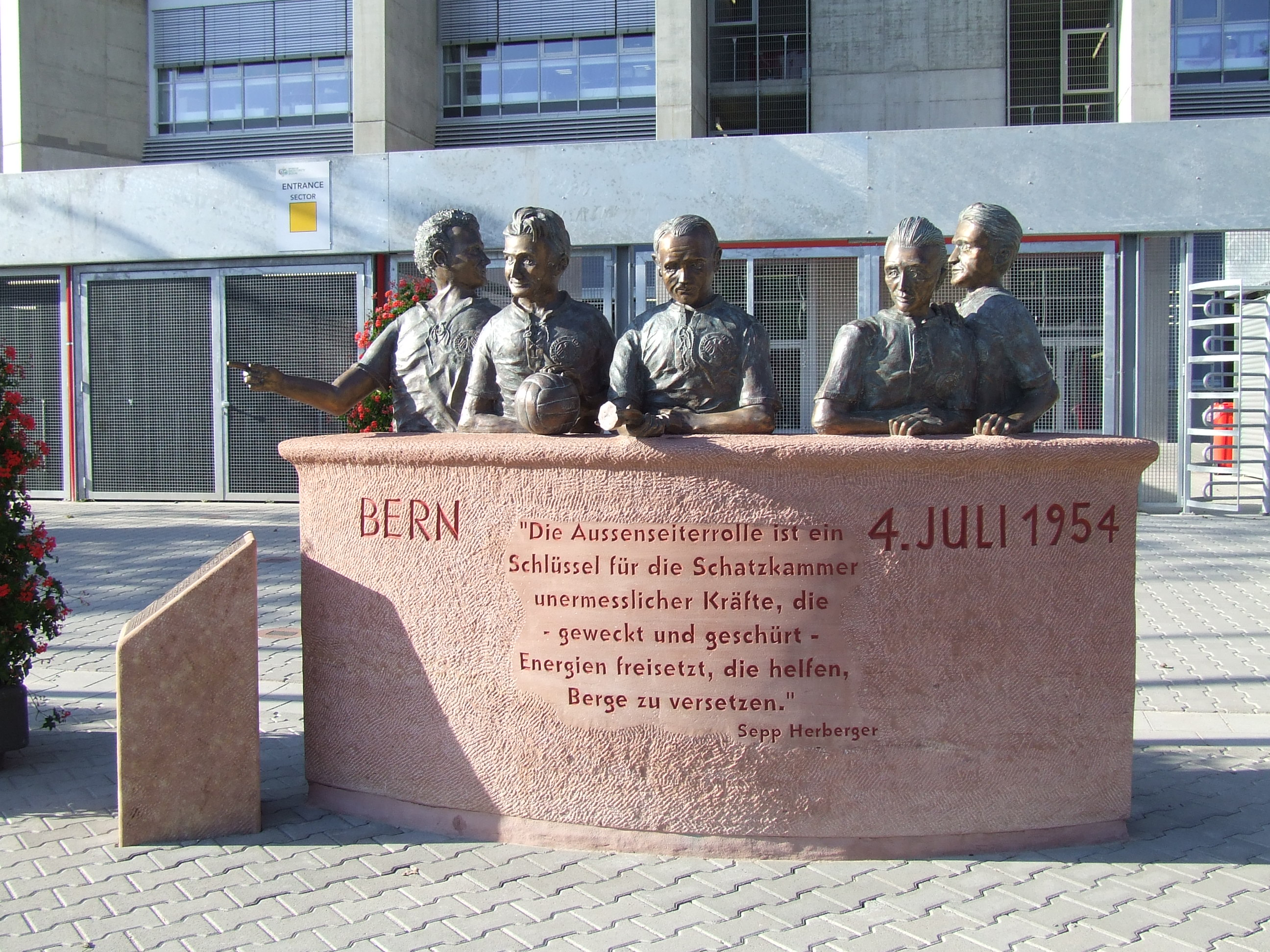
Memorial pels jugadors del 1. FC Kaiserslautern a la Copa del Món de Futbol 1954. D'esquerra a dreta: Werner Liebrich, Fritz Walter, Werner Kohlmeyer, Horst Eckel i Ottmar Walter.

Inicià la seva carrera al club 1. FC Kaiserslautern. El 1943 marxà a Kiel, on defensà els colors del Holstein Kiel. Acabada la II Guerra Mundial retornà al Kaiserslautern, on jugà com a davanter centre la resta de la seva vida com a futbolista, al costat del seu germà Fritz Walter. Amb el seu club marcà 336 gols en 321 partits de lliga i copa.
També al costat del seu germà participà en la Copa del Món de 1954, on marcà quatre gols, ajudant la seva selecció a esdevenir campiona del món. En total jugà 20 partits amb la selecció.
Va morir el 16 de juny de 2013.